# Unelle Snyman
Unelle Snyman (25 de marzo de 1996) es una deportista sudafricana que compite en judo. Ganó una medalla en los Juegos Panafricanos de 2019, y tres medallas en el Campeonato Africano de Judo en los años 2018 y 2019.

## Palmarés internacional
| Juegos Panafricanos | Juegos Panafricanos         | Juegos Panafricanos | Juegos Panafricanos |
| Año                 | Lugar                       | Medalla             | Categoría           |
| ------------------- | --------------------------- | ------------------- | ------------------- |
| 2019                | Rabat (Marruecos)           | Medalla de plata    | –78 kg              |
| Campeonato Africano |                             |                     |                     |
| Año                 | Lugar                       | Medalla             | Categoría           |
| 2018                | Túnez (Túnez)               | Medalla de bronce   | –78 kg              |
| 2018                | Túnez (Túnez)               | Medalla de bronce   | Abierta             |
| 2019                | Ciudad del Cabo (Sudáfrica) | Medalla de plata    | –78 kg              |